# Operatie Kennecott
Operatie Kennecott was de codenaam voor een geannuleerde Britse militaire operatie tijdens de Tweede Wereldoorlog.

## Geschiedenis
De Britten speelde in de zomer van 1942 met het plan om een tweede front openen in het mediterrane gebied. Ze wilden daartoe een grootschalige landing uitvoeren op Kreta en de kust van Italië en Zuid-Griekenland. De aanval moest in augustus 1942 worden uitgevoerd, maar werd geannuleerd vanwege het grote risico.